# 新潟経営大学
新潟経営大学（にいがたけいえいだいがく、英語: Niigata University of Management）は、新潟県加茂市希望ヶ丘2909-2に本部を置く日本の私立大学。1994年創立、1994年大学設置。大学の略称は経営大（けいえいだい）。

## 沿革
新潟経営大学公式サイト「沿革」などによる。
- 1994年 開学。
- 1998年 地域活性化研究所を開設。
- 1999年 中国の長春工業大学および北京工業大学、（中国）、韓国の蔚山大学校、ロシア連邦の極東公務員アカデミーと国際交流協定。
- 2003年 真理大学（台湾）と国際交流協定。
- 2004年 経営情報学科に教職課程を設ける（高校公民・情報）。
- 2005年 競技スポーツマネジメント学科を開設。国立極東人文大学（ロシア）と国際交流協定。教職課程で取得可能な教育職員免許状に高校商業、中学校社会を追加。
- 2006年 教職課程センター、留学生センター、簿記学習センターを学内施設として設ける。
- 2007年 南京信息工程大学（中国）と国際交流協定。
- 2008年 資格の学校TACと提携。サッカー部が第88回天皇杯全日本サッカー選手権大会に新潟県代表として初出場。
- 2009年 教職課程で取得可能な教員免許状に高校英語、中学校英語を追加。
- 2010年 鄂州市（中国）と国際交流協定。競技スポーツマネジメント学科をスポーツマネジメント学科に改称。
- 2013年 公務員学習センターを学内施設として設ける。
- 2014年 20周年記念式典を挙行。
- 2015年 星槎大学との教職課程連携（通信制課程併修）により、中学校・高校保健体育の免許が取得可能になる。
- 2016年 観光経営学部観光経営学科を開設。

## 基礎データ

### シンボルマーク
新潟経営大学のロゴは、たまごをモチーフに描かれています。「啐啄同時（そったくどうじ）」という禅の言葉によれば、雛が内側から殻を破ろうと声をあげると同時に、親鳥が外側から殻をつつかなければ、雛はたまごから出てくることができません。このロゴには、４年間の大学生活の中で自ら殻を破り、自分の新たな可能性に出会ってほしいという学生への想いが込められています。そして、卒業後にそれぞれの目指すところへ大きく羽ばたいて行けるように、大切に学生を育てようという本学の志を掛け合わせ、すべての始まりであるたまごが割れた瞬間をシンボルとしました。たまごの青いカラーは、あらゆる世界へと広がる蒼天を表しています。

### 施設
- 教職センター
  - 教職課程学生向けの施設。
- 留学生センター
  - 留学生の日本語学習支援や生活情報提供などのサポートを行い、学生間の交流を促すための施設。
- 簿記学習センター、公務員学習センター、IT学習センター
  - 専任の職員が常駐する学習施設。さらに資格の学校TAC (予備校)と提携しているため、受講料無料で学内でのWスクールが可能となっている。
- トレーニングセンター
  - 1階が各種マシーンを揃えたウエイトトレーニングルーム、2階がリハビリテーション用特殊浴槽などリハビリ・ケア環境も完備したケアルーム・ミーティングルームとなっている。
  - トレーナー育成環境の一定水準を満たしていることから、NSCA「CSCS認定校」となっている。

## 教育および研究

### 組織

#### 学部・学科
- 経営情報学部
  - 経営情報学科
  - スポーツマネジメント学科
- 観光経営学部
  - 観光経営学科

#### 付属機関
- 地域活性化研究所

## 対外関係

### 他教育機関との協定
- ハートフォード・カレッジ (オックスフォード大学)[1]

### 産学官連携
- 地方自治体：田上町（新潟中央短期大学を含めた連携協定）[1]、糸魚川市（観光連携協定）[2]
- 金融機関・企業、経済団体：加茂信用金庫、三条信用金庫、近畿日本ツーリスト新潟支店、一般社団法人新潟県旅行業協会、大光銀行、加茂商工会議所）[1]

## 学園祭
- 学園祭の名前は「経大祭」
  - 元々は「希蝶祭（きちょうさい）」という名称であったが’、「読めない」「意味が分からない」との意見が学生から寄せられたため平成17年度から「経大祭」に変更された。
- 過去の主なメインゲスト
  - アーティスト：スケボーキング、Mach25、ケツメイシ、B-DASH、Negicco、Rafvery、
  - お笑いライブ：、我が家、平成ノブシコブシ、インパルス、バックスクリーン、バイキング（現：水玉れっぷう隊）、Hi-Hi、アンガールズ、クマムシ、ウーマンラッシュアワー、2丁拳銃、バッドボーイズ

## 大学関係者
- 鳥羽欽一郎 - 初代学長。経営学者。早稲田大学名誉教授。
- 利根川裕 - 元経営情報学部教授。新潟県出身の作家。
- 池田一新 - 元経営情報学部教授。数理経済学者。明治大学名誉教授。
- ツェリッシェフ・イワン - 観光経営学部観光経営学科教授。モスクワ大学出身の経済学者。
- 杉山学 - 経営情報学部スポーツマネジメント学科教授。サッカー部監督。静岡県出身の元サッカー選手。
- 斉藤良宏 - 元経営情報学部スポーツマネジメント学科准教授。2000年シドニーオリンピック元日本代表体操選手。
- 星陽輔 - 経営情報学部スポーツマネジメント学科助手。新潟県出身の元日本代表体操選手。
- 森赳人 - 経営情報学部スポーツマネジメント学科助教。体操競技部監督。元日本代表体操選手。

## 出身者

### サッカー
- 東口順昭 - サッカー選手（ガンバ大阪）日本代表
- 須永俊輔 - 元サッカー選手
- 中村太一 - サッカー選手（ヴァンラーレ八戸）
- 新井直人 - サッカー選手（サンフレッチェ広島）
- 飯塚亮 - 元サッカー選手
- 丹羽一陽 - サッカー選手（ヴァンラーレ八戸）
- 熊谷幸剛 - サッカー国際審判員
- 濱託巳 - サッカー選手（アスルクラロ沼津）
- 宮脇茂夫 - サッカー選手（アスルクラロ沼津）

### その他
- 鈴木大 - バスケットボール選手（山形ワイヴァンズ）
- 今村佳太 - バスケットボール選手（琉球ゴールデンキングス）
- 佐坂明音 - バスケットボール選手（新潟アルビレックスBBラビッツ）
- 五十嵐利恵 - アナウンサー（新潟テレビ21）

## 系列校
- 新潟中央短期大学
- 加茂暁星高等学校
- 新潟中央福祉専門学校

## 公式サイト
- 新潟経営大学